# Обушок (заказник)
Обушок — ботанический заказник местного значения. Находится в Горловском районе Донецкой области возле села Дубовое. Статус заказника присвоен решением областного совета н.д. от 10 марта 1993 года. Площадь — 58,6 га.
Территория заказника представляет собой комплекс участков естественных разнотравно-типчаково-ковыльных степей на вершине водораздела с выходами на поверхность известняков и небольшой массив сосновых насаждений. Крупнобугристая поверхность.
Разнотравно-ковыльно-злаковая ассоциация растительности, где преобладают овсяница, ковыли, подмаренник, шалфей и частично бобовые. Девять видов растений из произрастающих в заказнике занесены в Красную книгу Украины — василёк Талиева, гнездовка обыкновенная, шафран сетчатый, ковыль Лессинга, ковыль Графа, ковыль узколистый, ковыль красноватый, ковыль украинский, ковыль опушеннолистый.
К заказнику примыкает байрачный лес по балке Орловка.